# Antocha brevisector
Antocha brevisector är en tvåvingeart som beskrevs av Alexander 1970. Antocha brevisector ingår i släktet Antocha och familjen småharkrankar. Inga underarter finns listade i Catalogue of Life.